# Futuna

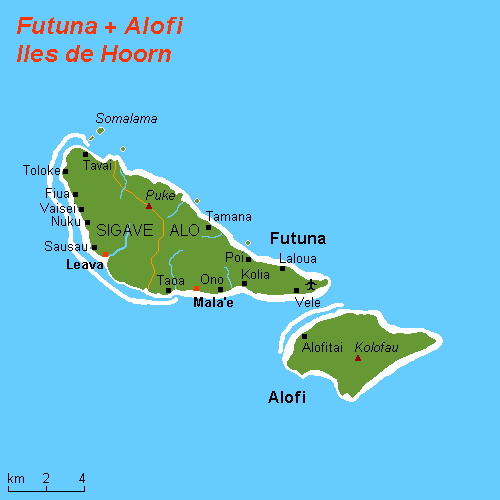
Karta över Futuna

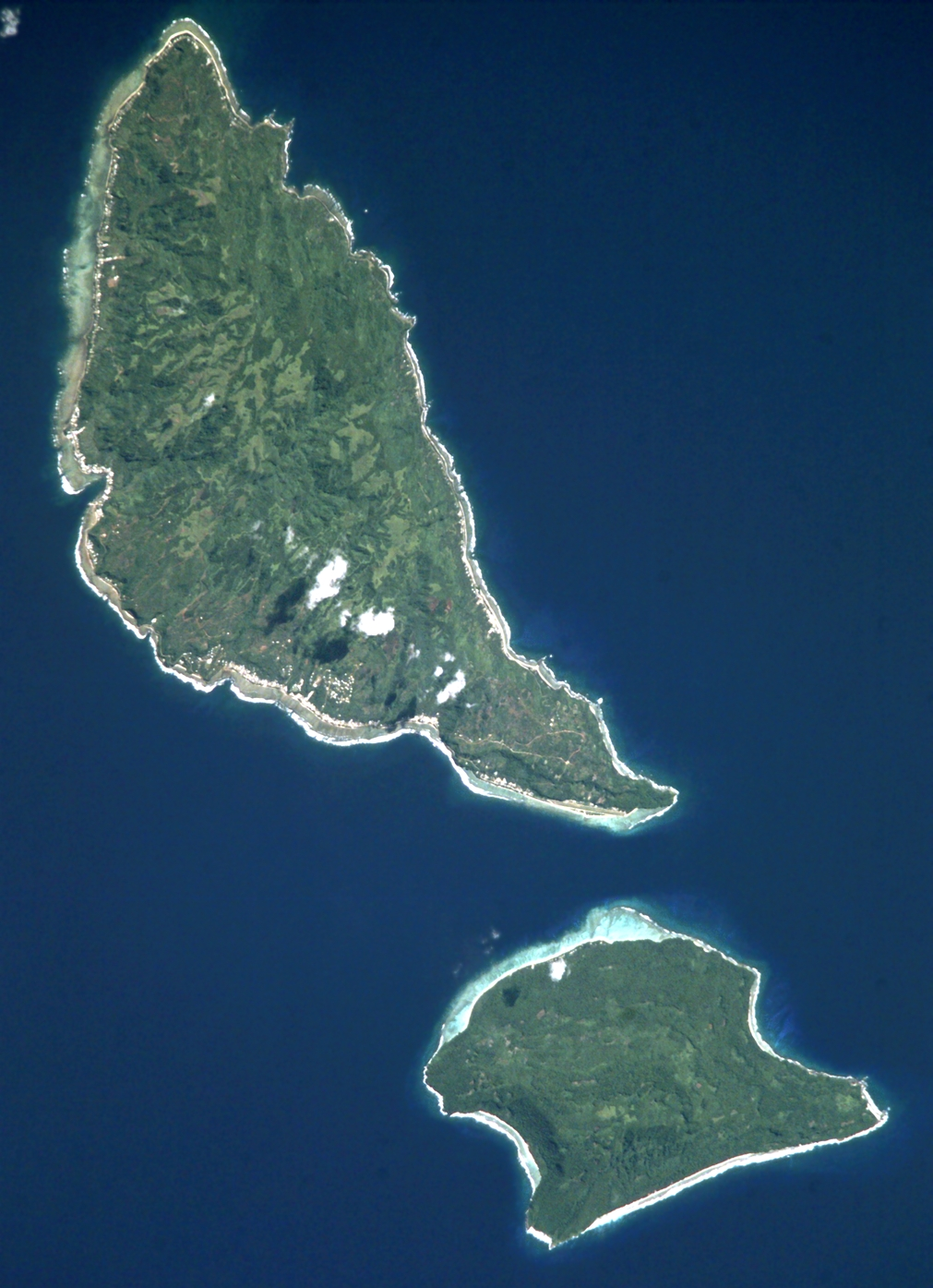
Bild över Futuna (överst) och Alofi (nederst)

Futuna (franska île Futuna) är en ö i Wallis- och Futunaöarna i Stilla havet.

## Geografi
Futuna är den näst största huvudön i ögruppen och ligger ca 250 km sydväst om Wallisön. Ön har en area om ca 64 km² och cirka 4 800 invånare. Futuna är uppdelad i två Royaumes coutumiers (kungadömen) där huvudorterna heter Leava med cirka 500 invånare respektive Mala'e med cirka 250 invånare. Högsta höjden är den utslocknade vulkanen Mont Singavi med ca 765 m ö.h. och ön omges av ett rev. Tillsammans med Alofiön utgör de området Hoornöarna.
Futuna är uppdelad i två distrikt efter de traditionella kungadömen:
- Sigave: västra delen med huvudorten Leava  och orterna Fiua, Nuku, Tavai, Toloke och Vaisei
- Alo: östra delen med huvudorten Mala'e  och orterna Kolia, Ono, Poi, Tamana, Taoa, Tuatafa och Vele

Öns flygplats Futuna Island Airport (flygplatskod "FUT") har kapacitet för lokaltrafik.

## Historia
Futuna beboddes troligen av polynesier redan på 1000-talet f.Kr. och var del i det Tonganska imperiet tillsammans med Wallisön. Kungadömet Alo grundades ca 1565 och kungadömet Sigave ca 1784. Ön upptäcktes den 26 april 1616 av de nederländska upptäcktsresarna Jacob Le Maire och Willem Corneliszoon Schouten. 
Den franske katolske prästen Pierre Chanel mördades på Futuna den 28 april 1841 och helgonförklarades senare vilket gör honom till det enda helgonet från Polynesien. På platsen står nu Chatedrale de Poi till hans minne. Den 16 februari 1888 blev Futuna ett franskt protektorat efter att kungarna över Sigave och Alo undertecknade avtalet. Den 5 mars 1888 skapades protektoratet Wallis et Futuna.